# 事務局
日本の法令用語としての事務局（じむきょく）は、国または地方公共団体の機関（通常は合議制のもの）に設置される、その事務を処理するための部局をいう。
慣習的な意味では、政党や非営利組織など民間団体において、事務を処理するための部局を指すこともある。

## 解説
国又は地方公共団体に属する合議制の機関にも、独任制の機関と同様に、その事務を処理するための部局が置かれるのが通常であるが、法令用語としては、これを一般に「事務局」という。
実際の名称としても「事務局」が多いが、「事務総局」などのように異なる名称が付されることもある。また、複数の独任制の機関が同一の権限を有する場合についても、それらの事務を処理するための部局を事務局と呼ぶ。
独任制の機関の場合には当該機関とその事務を処理する部局とを併せた全体を指す呼称が存在し（例えば、法務大臣に対して法務省）、当該部局を指す呼称は存在しないのが通常であるが、合議制の機関（行政委員会や審議会等）の場合には当該機関の事務を処理するための部局を指して通常は「事務局」と呼び（例えば、公安審査委員会に対して、その事務局）、両者を併せた全体を指す呼称が存在しないのが通常である。そのため、便宜的に当該機関の名称によって全体を指すことも多い。
一般的な意義における事務局の長は一般に事務局長といい、また、現に「事務局」と称する場合にもその長は「事務局長」と称するのが通常である。

## 例

### 「事務局」と称する例

#### 立法府
- 衆議院に対する事務局（長は事務総長）
- 参議院に対する事務局（長は事務総長）

#### 行政府
- いわゆる三条委員会には、法律で定めるところにより事務局を置くことができる（内閣府設置法52条1項、国家行政組織法7条7項前段）。事務局には、官房、部、課及びこれに準ずる室を置くことができる（内閣府設置法52条2項、3項、国家行政組織法7条7項後段・3項～5項）。例は多数。
- そのほか、審議会等についても事務局が置かれることがある（担当課室が事務局機能を担う場合には事務局と称する組織は存在しない。）。例えば、証券取引等監視委員会など。

#### 司法府
- 高等裁判所・地方裁判所・家庭裁判所の裁判官会議に対する事務局（長は事務局長）

#### 地方公共団体
- 議会に対する事務局（長は事務局長）
- 教育委員会に対する事務局（長の名称は法定されておらず、教育次長や教育部長と称する地方公共団体も多い[5]。）
- 監査委員に対する事務局（長は事務局長）：例外的に独任制機関に対して設置される。
- 人事委員会・公平委員会に対する事務局（長は事務局長）
- 都道府県労働委員会に対する事務局（長は事務局長）

### 「事務総局」と称する例

#### 行政府
- 会計検査院の検査官会議に対する事務総局（長は事務総長）
- 人事院に対する事務総局（長は事務総長）
- そのほか、いわゆる三条委員会には、特に必要がある場合においては、法律の定めるところにより、事務総局を置くことができる（内閣府設置法52条5項、国家行政組織法7条8項）。その例は以下の1例のみ。
  - 公正取引委員会に対する事務総局（長は事務総長）

#### 司法府
- 最高裁判所の裁判官会議に対する事務総局（長は事務総長）

### 「事務局」とも「事務総局」とも称しないがこれらに相当する例

#### 行政府
- 内閣に対する内閣官房（長は内閣官房長官）
- 総合特別区域推進本部・宇宙開発戦略本部・総合海洋政策本部・道州制特別区域推進本部・地域再生本部・郵政民営化推進本部・都市再生本部・知的財産戦略本部・構造改革特別区域推進本部・IT総合戦略本部・中心市街地活性化本部・地球温暖化対策推進本部に対する内閣官房（掌理するのは内閣官房副長官補）
- 国家公安委員会に対する警察庁（長は警察庁長官）
- 原子力規制委員会に対する原子力規制庁（長は原子力規制庁長官）
- 国家安全保障会議に対する国家安全保障局（長は国家安全保障局長）

#### 地方公共団体
- 都道府県公安委員会に対する警視庁（長は警視総監）・道府県警察本部（長は本部長）

#### 政党
- 日本共産党中央委員会に対する書記局（長は書記局長）